# Саут Вилмингтон (Илиноис)
Саут Вилмингтон (енгл. South Wilmington) град је у америчкој савезној држави Илиноис.

## Демографија
По попису из 2010. године број становника је 681, што је 60 (9,7%) становника више него 2000. године.
| Група             | 2000.       | 2010.       |
| Белци             | 602 (96,9%) | 660 (96,9%) |
| Афроамериканци    | 0 (0,0%)    | 3 (0,4%)    |
| Азијати           | 0 (0,0%)    | 0 (0,0%)    |
| Хиспаноамериканци | 15 (2,4%)   | 18 (2,6%)   |
| Укупно            | 621         | 681         |